# Alexios Komnenos (Pinkernes)
Alexios Komnenos (mittelgriechisch Ἀλέξιος Κομνηνός; * um 1160 in Konstantinopel; † 1187 ebenda) war ein byzantinischer Prinz aus der Dynastie der Komnenen, der 1185 als Thronprätendent gegen Kaiser Andronikos I. auftrat.

## Leben
Alexios Komnenos war ein Sohn des Johannes Dukas Komnenos und somit ein Urenkel von Kaiser Johannes II. Seine ältere Schwester Maria war seit 1167 als Ehefrau Amalrichs I. Königin von Jerusalem.
Alexios wuchs in Konstantinopel im Palast seines Großonkels Manuel I. auf, dessen besondere Zuneigung er genoss – was Gerüchte nährte, der Kaiser sei in Wahrheit der leibliche Vater gewesen. Er trug den Titel Sebastos und bekleidete bei Hofe die Würden eines Pinkernes (kaiserlicher Mundschenk) und Protostrator (Marschall). 
Vor Andronikos I., der sich 1183 in Konstantinopel zum Alleinherrscher aufgeschwungen und ein brutales Willkürregime errichtet hatte, floh Alexios 1184 zu den Normannen nach Sizilien, wo er sich für den ermordeten Alexios II. ausgab. Unter dem Vorwand, dem jungen Komnenen zum byzantinischen Thron verhelfen zu wollen, entsandte Wilhelm II. im Sommer 1185 eine große Streitmacht nach Griechenland. Im eroberten Thessaloniki wurde Alexios am 24. August zum Gegenkaiser ausgerufen. Als die Normannen bereits im Begriff waren, mit einem Teil ihres Heeres auch Konstantinopel anzugreifen, wurde Andronikos I. am 11.  September durch Isaak II. gestürzt. 
Der Feldherr Alexios Branas besiegte die Normannen am 7. November 1185 in der Schlacht von Demetritzes entscheidend. Alexios Komnenos wurde gefangen genommen und geblendet; er starb zwei Jahre später im Kerker.